# Le Fils aîné (pièce de théâtre)
Pour les articles homonymes, voir Le Fils aîné.
Le Fils aîné (en russe : Старший сын, Starchi syn) est une comédie en deux actes écrite par l’écrivain et dramaturge russe Alexandre Vampilov en 1967,,.

## Histoire de la création
La première version de la pièce a été créée en 1965 et publiée sous forme d'extraits le 20 mai 1965 dans le journal Sovetskaïa molodej (Советская молодёжь en russe qui signifie littéralement « La Jeunesse soviétique » en français) sous le nom de Les Époux.
En 1967, la pièce porte le nom de Banlieue (Предместье) et en 1968, est imprimée dans l'almanach Angara (Ангара). Le 18 novembre 1969, la pièce est jouée pour la première fois au théâtre dramatique d'Irkoutsk, mise en scène par Vladimir Simonovski.
Dans les années 1970, Alexandre Vampilov modifie la pièce de théâtre pour la maison d'édition Iskousstvo (Исскуство), où Le Fils aîné est publié dans une édition séparée.

## Personnages
- Vladimir (Volodia) Boussyguine : 21 ans, étudiant en facultés de médecine, se fait passer pour le fils aîné de Sarafanov
- Sylva (Semion) Sevostianov : agent commercial, ami de Volodia Boussyguine
- Andreï Grigorievitch Sarafanov : 55 ans, clarinettiste, joue dans le club des cheminots
- Nina : 19 ans, fille de Sarafanov
- Vassienka : 17 ans, adolescent en classe de terminale, fils de Sarafanov
- Mikhaïl Koudimov : pilote de l’école d’aviation, le fiancé de Nina
- Natalia Makarskaïa : 34 ans, secrétaire général de la cour
- Deux copines de Novo-Mylnikovo
- Voisin de Sarafanov

## Sujet
Un soir Volodia Boussyguine et Sylva Sevostianov, viennent tout juste de se rencontrer dans un café, escortant à la maison deux jeunes filles, en comptant sur la poursuite de la relation, espèrent de passer la nuit chez elles. Cependant, en arrivant à la maison les filles les rejettent,.
Les jeunes gens, ayant raté le dernier train, cherchent en vain un endroit où passer la nuit. Ils commencent alors à frapper chez les gens, mais personne n’ouvre, les habitants se révèlent vite insensibles et méfiants.
Par chance, ils voient sortir d’un immeuble Sarafanov, ils entendent son nom et décident de profiter de cela, et d’aller dans son appartement, se présentant comme des amis, et bien se réchauffer. Cependant, dans une conversation avec Vassienka, le fils de Sarafanov, Sylva annonce de façon inattendue que Boussyguine est son frère et le fils aîné de Sarafanov. À son retour , Sarafanov prend cette histoire pour argent comptant, il commence alors à se souvenir qu’en 1945 il a eu une liaison avec une femme de Tchernigov, et maintenant, il commence à croire que Volodia est vraiment son fils.
Ainsi, les deux jeunes hommes passent la nuit chez Sarafanov. Le matin, les amis tentent de s’échapper mais quand Sarafanov remet à Volodia un héritage familial — une tabatière en argent, qui est transmise de génération en génération au fils aîné - il décide de rester. Sarafanov se voit en butte à des problèmes de relation avec ses enfants. Le jeune frère adolescent Vassienka est amoureux de la voisine de 30 ans, Makarskaïa, secrétaire à la cour, mais elle rit de ses sentiments, et Vassienka veut s'échapper de la maison ; Boussyguine parvient à le convaincre de rester. Sylva, commence à flirter avec Makarskaïa, et, furieux, Vassienka incendie la maison de la traîtresse. Makarskaïa étonnée ne s’attendait pas d’un tel acte de ce garçon. En parallèle, on voit grandir une deuxième histoire d’amour : Boussyguine tombe amoureux de sa demi – « sœur », mais elle va se marier avec l'aviateur Koudimov et partir avec lui à l'île de Sakhaline. Nina et Boussyguine ressentent une sympathie mutuelle, et tous deux regrettent, d’être une « famille ». Incapable de supporter ça, Boussyguine ne se retient pas et avoue à Sarafanov qu’il n’est pas son fils, mais lui-même ne croit pas qu’il n’est pas un Sarafanov. Quoi qu’il en soit Sarafanov l’accepte quand même et le considère comme son fils,.
La pièce se finit par :
Boussyguine : « Au fait, quelle heure est-il ? »
Nina : « Il est minuit »
Boussyguine : « Félicitez-moi, j'ai raté mon train » !

## Adaptations cinématographiques
- 1975 : Le Fils aîné, réalisé par Vitali Melnikov, avec Evgueni Leonov (Andreï G. Sarafanov), Natalia Egorova (Nina Sarafanova), Vladimir Izotov (Vassienka Sarafanov), Nikolai Karachentsov (Vladimir Boussiguine), Mikhaïl Boyarski (Silva - Semion Sevostianov), Svetlana Krutchkova (Natalia Makarskaïa), Nikolaï Nikolski (Mickaël Koudimov, fiancé de Nina)
- 2006 : The Elder Son, réalisé par Marius Baltchounas, avec Rade Šerbedžija (Max Sarafanov), Leelee Sobieski (Nina Sarafanova), Ryle Makeldon (Nikita Sarafanov), Shane West (Vladimir Boussyguine), Eric Balfour (Sylva), Regina Hall (Susan)